# 维多利亚·娜
维多利亚·娜（英語：Victoria Na，1991年3月23日—），澳洲女子羽毛球運動員。

## 簡歷
维多利亚·娜自9歲開始就跟隨爸爸打羽毛球。2005年，她首次全國青年羽毛球賽女單冠軍（U/15組別），此後數年更接連在U/17及U/19的女單項目中稱霸。
為備戰倫敦奧運會，维多利亚·娜在2011年遠赴非洲參加了一連串的公開賽，先後贏得了埃塞俄比亚國際賽和纳米比亚國際賽冠軍，以及辛巴威國際賽亞軍。此後，她又回到大洋洲參賽，先後奪得Altona杯和曼努考國際賽亞軍。
2012年7月，维多利亚·娜代表澳洲出戰英國倫敦舉行的奥林匹克运动会羽毛球比賽女子單打項目，在小組賽階段先以2比0戰勝斯洛伐克的莫妮卡·法松戈娃，後以0比2負於新加坡的顾娟，最終以一勝一負的小組次名成績出局。

## 主要比賽成績
只列出曾進入準決賽的國際賽事成績：
| 年份   | 賽事               | 公開賽級別 | 項目     | 搭檔       | 成績 |
| ------ | ------------------ | ---------- | -------- | ---------- | ---- |
| 2012年 | 奧克蘭羽毛球國際賽 | 國際系列賽 | 混合雙打 | Luke Chong | 亞軍 |

| 2007-2017年 | 首要超級賽 | 超級賽 | 黃金大獎賽 | 大獎賽 | 國際挑戰賽 | 國際系列賽 | 未來系列賽 | 其他 |

| 2018-2026年 | 總決賽 | 超級1000賽 | 超級750賽 | 超級500賽 | 超級300賽 | 超級100賽 | 國際挑戰賽 | 國際系列賽 | 未來系列賽 | 其他 |

### 奧運會和世錦賽參賽紀錄
|          | 2012       |
| -------- | ---------- |
| 女子單打 | 小組第二名 |